# Thermes gallo-romains de Mackwiller
Les thermes gallo-romains de Mackwiller sont un monument historique situé à Mackwiller, dans le département français du Bas-Rhin.

## Localisation
Cette construction est située chemin du Bain-Romain à Mackwiller.

## Historique
L'édifice fait l'objet d'un classement au titre des monuments historiques depuis 1930.